# Entre Rios de Minas
Entre Rios de Minas là một đô thị thuộc bang Minas Gerais, Brasil. Đô thị này có diện tích 462,816 km², dân số năm 2007 là 14426 người, mật độ 29,7 người/km².